# Hartland (Vermont)
Hartland es un pueblo ubicado en el condado de Windsor en el estado estadounidense de Vermont. En el año 2010 tenía una población de 3,393 habitantes y una densidad poblacional de 29 personas por km².

## Geografía
Hartland se encuentra ubicado en las coordenadas 43°34′14″N 72°25′21″O / 43.57056, -72.42250.

## Demografía
Según la Oficina del Censo en 2000 los ingresos medios por hogar en la localidad eran de $49,388 y los ingresos medios por familia eran $55,354. Los hombres tenían unos ingresos medios de $32,639 frente a los $26,691 para las mujeres. La renta per cápita para la localidad era de $23,715. Alrededor del 2.6% de la población estaban por debajo del umbral de pobreza.